# 雑魚川
雑魚川（ざこがわ、ざっこがわ）は、志賀高原岩菅山系を源流とする河川。秋山郷最奥部の長野県下水内郡栄村切明で信濃川の支流である中津川と合流する。

## 利用
切明には雑魚川などから取水する水路式発電所である東京電力リニューアブルパワーの切明発電所がある。この川はイワナ釣りで知られる。このイワナは放流されたものではなく、自然胞卵、繁殖しているものである。

## 大滝
雑魚川上流には落差20mの大滝（おおぜん）がある。周辺地域では滝のことを「ぜん」と呼ぶことに由来する。